# محمد بن جعفر طیار
محمد بن جعفر بن ابی طالب فرزند جعفر طیار، برادرزاده علی ابن ابی طالب و همسر ام کلثوم دختر علی ابن ابی‌طالب است.
وی در حبشه و در زمانی که گروهی از مسلمانان به دستور محمد بن عبدالله (ص) و به ریاست جعفر بن ابی‌طالب، هجرت کرده بودند، متولد شد. محمد بن عبدالله (ص) بعد از کشته شدن جعفر به اسماء بنت عمیس که همسر جعفر بود، گفت: «غم مخور که من ولی ایشان در دنیا و آخرت هستم» و گفت: «محمد بن جعفر شبیه عمویم، ابوطالب است.» محمد بن جعفر بن ابی طالب فرزند جعفر طیار برادرزاده علی ابن ابی طالب، و یکی از فرماندهان سپاه عمر در حمله اعراب به ایران است. پس از تصرف شوشتر لشکر اسلام در شهر به قتل و غارت پرداختند و آنانی را که از پذیرفتن اسلام خودداری کرده بودند گردن زدند. محمد بن جعفر طیار در صدر اسلام در تهاجم به ایران حاضر شد و در جنگ شوشتر زخم برداشت و بر اثر همان زخم در هفت کیلومتری شهرستان دزفول کشته و به خاک سپرده شد.

## آرامگاه‌ها
آرامگاه محمد بن جعفر طیار در دزفول به وی منتسب است. بنای این بقعه ظاهراً در عصر امیر تیمور گورکانی و پسرش شاهرخ میرزا ساخته در دوره صفویه و بعد از آن چند بار تجدید بنا شد و اکنون در فهرست آثار میراث فرهنگی به ثبت رسید. اما در انتساب این بنا به وی تردید وجود دارد. او هنگام فوت ۲۹ سال داشت.
گذشته از دلایل تاریخی که بر رد حضور وی در جنگ شوشتر و مزار منسوب به وی در دزفول ارائه شده است، همچنین می‌توان به مزار دیگر منسوب به وی در طبس نیز به عنوان دلیل عدم حضور وی در این جنگ اشاره داشت. این مزار در روستای ازمیغان در ۴۰ کیلومتری طبس واقع شده است.
در کتابی خطی پیرامون مزارات قهستان که منسوی به ابن حسام خوسفی یا شاگردان وی در قرن نهم است پیرامون این بقعه در خراسان آمده است:
بر اذکیا پوشیده نماند که بیشتر اولاد جعفر طیار (علیه التحیه والکرامه) در خاک خراسان بوده‌اند چه، محمدبن جعفر طیار که عم گرامی عون است در قریه‌ای از قرای طبس گیلک و مرقد منور مشهد مطهرش ظاهر و اسم آن قریه ارمغان «ازمیغان» است. در همان زمان یعنی ابتدای فتح اسلام که آن همام مقبور گشته قبه‌ای بر سر تربتش ساخته و سرش به گردون افراخته و به خط کوفی ذکر کیفیت شهادتش بر کنایه آن مرقوم گشته و اکابر و اساغر (اصاغر یا صاد ولی در اصل یاسین نوشته شده) آن بلد و بلوکاتش همواره شموع نذورات به آن آستان ملائک آشیان همی برند و به مراد می‌رسند و ساداتی که بترسایان در بیهق زمینی اند و فرزند حسن بن عون بن عبدالله جعفر که مدفون در بزناباد (قاینات) است و برادرش که مسمّی جد خود اوست در مصرخ هرات است.